# Aoede (księżyc)
Aoede (Jowisz XLI) – mały zewnętrzny księżyc Jowisza, odkryty w 2003 roku przez grupę astronomów z Uniwersytetu Hawajskiego, kierowaną przez Scotta Shepparda.

## Nazwa
30 marca 2005 roku Międzynarodowa Unia Astronomiczna nadała mu oficjalną nazwę. W mitologii greckiej Aoede była muzą pieśni i liryki, córką Zeusa (Jowisza) i Mnemosyne.

## Charakterystyka fizyczna
Aoede jest jednym z najmniejszych księżyców Jowisza, jego średnicę ocenia się na około 4 km. Średnia gęstość tego ciała ma wartość ok. 2,6 g/cm3, a składa się przeważnie z krzemianów. Powierzchnia Aoede jest bardzo ciemna – jej albedo wynosi zaledwie 0,04. Z Ziemi można go zaobserwować jako obiekt o jasności wizualnej co najwyżej 22,5 magnitudo.
Aoede obiega Jowisza ruchem wstecznym, czyli w kierunku przeciwnym do obrotu planety wokół własnej osi. Satelita należy do grupy Pazyfae.